# Leucoscypha leucotricha
Leucoscypha leucotricha är en svampart som först beskrevs av Alb. & Schwein., och fick sitt nu gällande namn av Jean Louis Emile Boudier 1907. Leucoscypha leucotricha ingår i släktet Leucoscypha och familjen Pyronemataceae.  Arten är reproducerande i Sverige. Inga underarter finns listade i Catalogue of Life.